# Cymothoe amenides
Cymothoe amenides är en fjärilsart som beskrevs av William Chapman Hewitson 1874. Cymothoe amenides ingår i släktet Cymothoe och familjen praktfjärilar. Inga underarter finns listade i Catalogue of Life.